# Mindenki vár valamit
A Mindenki vár valamit a Tankcsapda 2006-ban megjelent tizedik stúdióalbuma, amely kiadásának évében platinalemez lett. Ez volt az első Tankcsapda-album, amit a CLS Records számára készített az együttes. Videóklipet a "Rock a nevem", "Nem kell semmi", "California über alles" valamint a "Füst és lábdob" dalokhoz forgattak.
Az album mellé csomagolt bónusz DVD a Petőfi Csarnokban tartott 2005. május 28-i Tankcsapda-koncert videófelvételét tartalmazza.

## Az album dalai
1. Rock a nevem - 4:13
2. Nem kell semmi - 3:35
3. California über alles - 3:34
4. Egy van - 3:45
5. Füst és lábdob - 2:54
6. Mindenki - 3:53
7. Az alagút végén - 3:22
8. A holnapot éljem túl - 3:22
9. Irgalom nélkül - 4:05
10. Dávid és Góliát - 3:20
11. Minden szó - 3:46
12. Hiányzol - 5:27

## Közreműködők
- Lukács László – basszusgitár, ének
- Molnár "Cseresznye" Levente – gitár
- Fejes Tamás – dobok

## Helyezések

### Albumlisták
| Lista (2006)                            | Helyezés |
| --------------------------------------- | -------- |
| Magyarország (MAHASZ Top 40 albumlista) | 1        |

### Eladási minősítések
| Ország       | Eladási minősítés (2006) | Példányszám |
| ------------ | ------------------------ | ----------- |
| Magyarország | platina                  | 15.000+     |